# Bartolomeo Sovero
Bartolomeo Sovero (en français : Barthélemy Souvey), né à Corbières en 1576 et mort à Padoue le 23 juillet 1629, est un mathématicien, géomètre et physicien suisse du xviie siècle.

## Biographie
Né à Corbières en 1576, Barthélemy Souvey commence ses études au Collège Saint-Michel et les poursuit entre 1592 et 1593 au College helvétique ou College Borromée de Milan où le Canton de Fribourg a droit à deux places. De retour à Fribourg, il termine ses études au Collège des jésuites où il est parmi les meilleurs élèves de l'école. Il retourne ensuite en Italie pour enseigner les langues orientales à Turin. Mais dès le 24 novembre 1624, il se consacre à l'enseignement des sciences mathématiques à l'Université de Padoue succédant ainsi à Giovanni Camillo Glorioso, successeur directe de Galilée en 1613. Souvey a enseigné la géométrie et la mécanique. Il meurt le 23 juillet 1629.

## Œuvres
Barthélemy Souvey a pubié près de 83 travaux, écrits pour la plupart en latin et traitant soit de questions mathématiques soit de problèmes de physique et d'astronomie. 
Pendant la maladie à laquelle il succomba, en 1629, il mit la dernière main à son unique, mais important ouvrage imprimé : De recti et curvi proportione qui parut en 1630 par les soins de ses amis. Il complétait pour ainsi dire l'œuvre de Kepler, et Kästner, dans son histoire des mathématiques, dit que Cavalieri tenait sa méthode de Kepler et de Souvey.